# Clonaslee
Clonaslee (iriska: Cluain na Slí) är en ort i republiken Irland.   Den ligger i grevskapet Laois och provinsen Leinster, i den centrala delen av landet, 90 km väster om huvudstaden Dublin. Clonaslee ligger 114 meter över havet och antalet invånare är 518.
Terrängen runt Clonaslee är platt åt nordost, men åt sydväst är den kuperad.Runt Clonaslee är det glesbefolkat, med 15 invånare per kvadratkilometer. Närmaste större samhälle är Portlaoise, 19,5 km sydost om Clonaslee. Trakten runt Clonaslee består i huvudsak av gräsmarker.